# Las Guanábanas
Las Guanábanas (también conocidos como "Los Reyes de la Pichaera", alias "Las Guanábanas Podridas") fue un dúo de reguetón  puertorriqueño de Villas de Loíza, al noreste de Puerto Rico. Sus integrantes son Georgie y Joelito. Ambos poseen participaciones individuales en diversos álbumes de música urbana, Joelito en las series No Fear de DJ Dicky[cita requerida] y Georgie en La iglesia de la calle, y recopilaciones de DJ Nelson y Noriega, entre otras participaciones.
Hasta la fecha, han trabajado con muchos productores musicales y artistas de la escena del Hip-Hop & Reguetón puertorriqueño, como Dj Playero, Luny Tunes, Noriega, Baby Rasta & Gringo, Tempo, Daddy Yankee, Arcángel, J Álvarez, Ñejo & Dálmata, Lui-G 21 Plus, Héctor & Tito, Don Chezina, Don Omar, Zion & Lennox, Yaga & Mackie, Rey Pirin, entre otros.

## Biografía
En las primeras etapas de una entrevista con Georgie y Joelito, se les preguntó sobre el nombre del dúo. Bromeando, Georgie dijo Guanábanas Podrías. Debido al contenido de sus letras y desde entonces, fueron conocidos localmente como Las Guanábanas Podridas. Creciendo juntos en Villas de Loíza, Canóvanas, PR e inseparable en la trayectoria temprana de Las Guanábanas. Comenzaron en el mundo del hip-hop a finales de los 80 cuando solo se dedicaban al breakdance.
A principios de los noventa tuvieron la oportunidad de grabar lo que fue la secuela del auge del hip-hop puertorriqueño, ya que fue la segunda producción de The Noise. En esta cinta, tuvieron la oportunidad de grabar unos diez minutos, una canción que hablaba de «Guillaera», «Bellakeo», «Perreo». Para los años siguientes, el asesinato de un amigo cercano llamado Misael, los motiva a escribir una canción y grabarla para The Noise 3.[cita requerida]
En 1998, lanzan su primera producción Back To Reality de la mano de Dj Nelson y Flow Music.[cita requerida] Luego, en 1999, lanzaron la secuela Back to Reality 2.[cita requerida] En 2002 lanzaron su tercera producción G-3: Guillaera. El disco logró a entrar a las listas de Billboard. Por razones desconocidas en 2005 Joelito decide pasar tiempo con su familia y alejarse de los escenarios, las cámaras y las redes sociales.[cita requerida]
Participaron juntos el 2 de abril de 2016 en un concierto en Puerto Rico lo que fue el reenganche de todos los artistas que participaron en los álbumes de The Noise, en donde se encuentran los videos en línea titulado The Noise El Reencuentro.
En 2017, Georgie se retira parcialmente de la música, comentando que «sólo cantará lo que Dios le mande a cantar», en el comienzo de su andar en el cristianismo.

## Discografía
Álbumes de estudio
- 1998: Back To Reality
- 1999: Back To Reality 2
- 2002: Guillaera
- 2009: Los Reyes de la Pichaera (Official Cyber Album)

Álbumes recopilatorios
- 2001: Collection
- 2004: Collection 2